# Jaunac
Jaunac település Franciaországban, Ardèche megyében. Lakosainak száma 121 fő (2022. január 1.). Jaunac Accons, Le Cheylard, Saint-Jean-Roure és Saint-Martin-de-Valamas községekkel határos.

## Népesség
A település népességének változása:
| Lakosok száma | 101  | 82   | 84   | 135  | 139  | 134  | 127  | 119  | 117  | 121  |
|               | 1968 | 1982 | 1990 | 2006 | 2013 | 2015 | 2017 | 2019 | 2020 | 2022 |